# کلوبن‌پروپیت
کلوبن‌پروپیت (انگلیسی: Clobenpropit) یک آنتاگونیست گیرنده هیستامین H3 است.  این دارو از راه تحریک آزادسازی GABA در سلول‌های مغز در شرایط آزمایشگاهی، دارای اثرات محافظتی عصبی است.